# Victoria Åberg

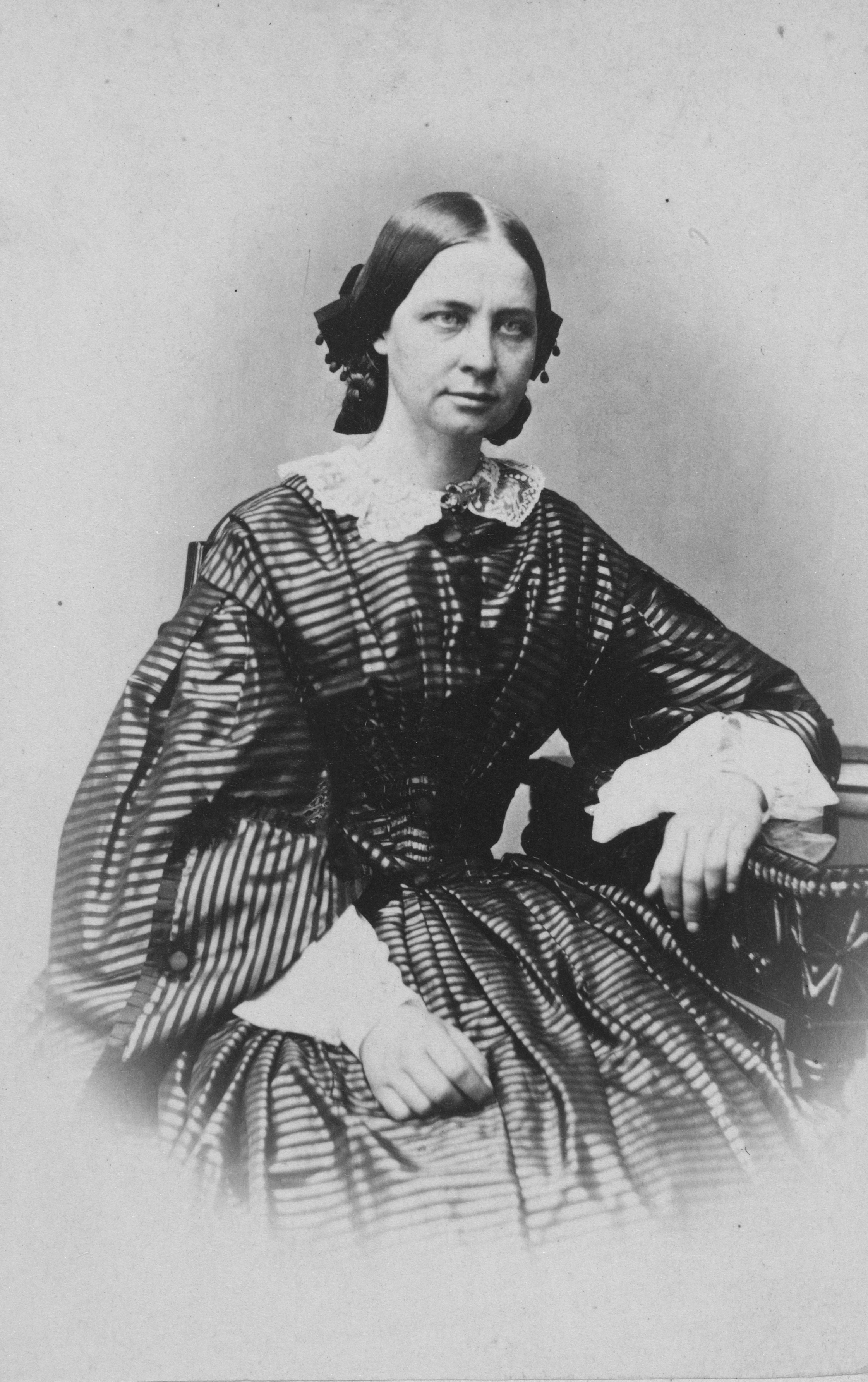
Victoria Åberg in den 1860er Jahren

Ulrika Victoria Åberg (* 23. Februar 1824 in Loviisa, Großfürstentum Finnland; † 15. Juli 1892 in Weimar, Herzogtum Sachsen-Weimar-Eisenach) war eine finnische Landschaftsmalerin der Düsseldorfer Schule. Neben Alexandra Frosterus-Såltin gilt sie als erste wirklich professionelle Künstlerin Finnlands.

## Leben
Nach erstem künstlerischem Unterricht bei Joseph Desanord in Porvoo arbeitete Åberg ab 1846 zunächst als Zeichenlehrerin an einer Mädchenschule und besuchte parallel hierzu 1848 bis 1850 die Zeichenschule des Finnischen Kunstvereins in Helsinki. 1858 ging sie nach Düsseldorf, wo sie – da es eine akademische Kunstausbildung für sie als Frau in der Kunst nicht gab – bis 1862 Privatschülerin des norwegischen Landschaftsmalers Hans Fredrik Gude war. In Düsseldorf begegnete sie dem Schirmer-Schüler Alexander Michelis, der 1863 an der Großherzoglich-Sächsischen Kunstschule Weimar Professor für Landschaftsmalerei wurde. In Weimar nahm sie bei ihm ebenfalls Privatunterricht. Dann wechselte sie nach Dresden, wo Ludwig Richter ihr Privatlehrer war. Gude und Richter lobten ihr Talent; ihre Gemälde wurden international ausgestellt, ausgezeichnet und gekauft. 1868/1869 und 1870–1876 hielt sie sich in Italien auf, vor allem in Florenz (im Palazzo dei Pittori von Wladimir Dmitrijewitsch Swertschkow) und in Rom, danach lebte sie in Deutschland, ab 1883 in Weimar.
Nachdem sie sich früh durch Kopieren geschult hatte, widmete sich Åberg der Landschaftsmalerei mit zunächst finnischen, dann vorwiegend deutschen und italienischen Motiven. Ihr 1860 während des Düsseldorfer Studienaufenthalts entstandenes Gemälde Deutsche Landschaft erhielt 1861 den ersten Preis des Finnischen Kunstvereins. 1865 erhielt sie die Ehrenmitgliedschaft der Kaiserlichen Kunstakademie St. Petersburg. Ihr Bildnis wurde 1885 von Rosa Petzel in Weimar gemalt.
Die beschwerliche Karriere einer Malerin des 19. Jahrhunderts kommentierte Åberg mit folgenden Worten: „Wir bezahlen für unser Malereistudium, usw., in Gold, während Männer es an ihren Akademien kostenlos erhalten; zudem zahlen wir nicht nur für die Anleitung, sondern auch für Ateliers, Heizung, Modelle! Wie kann das Leben in der heutigen Zeit so ungerecht sein?“

## Werke (Auswahl)

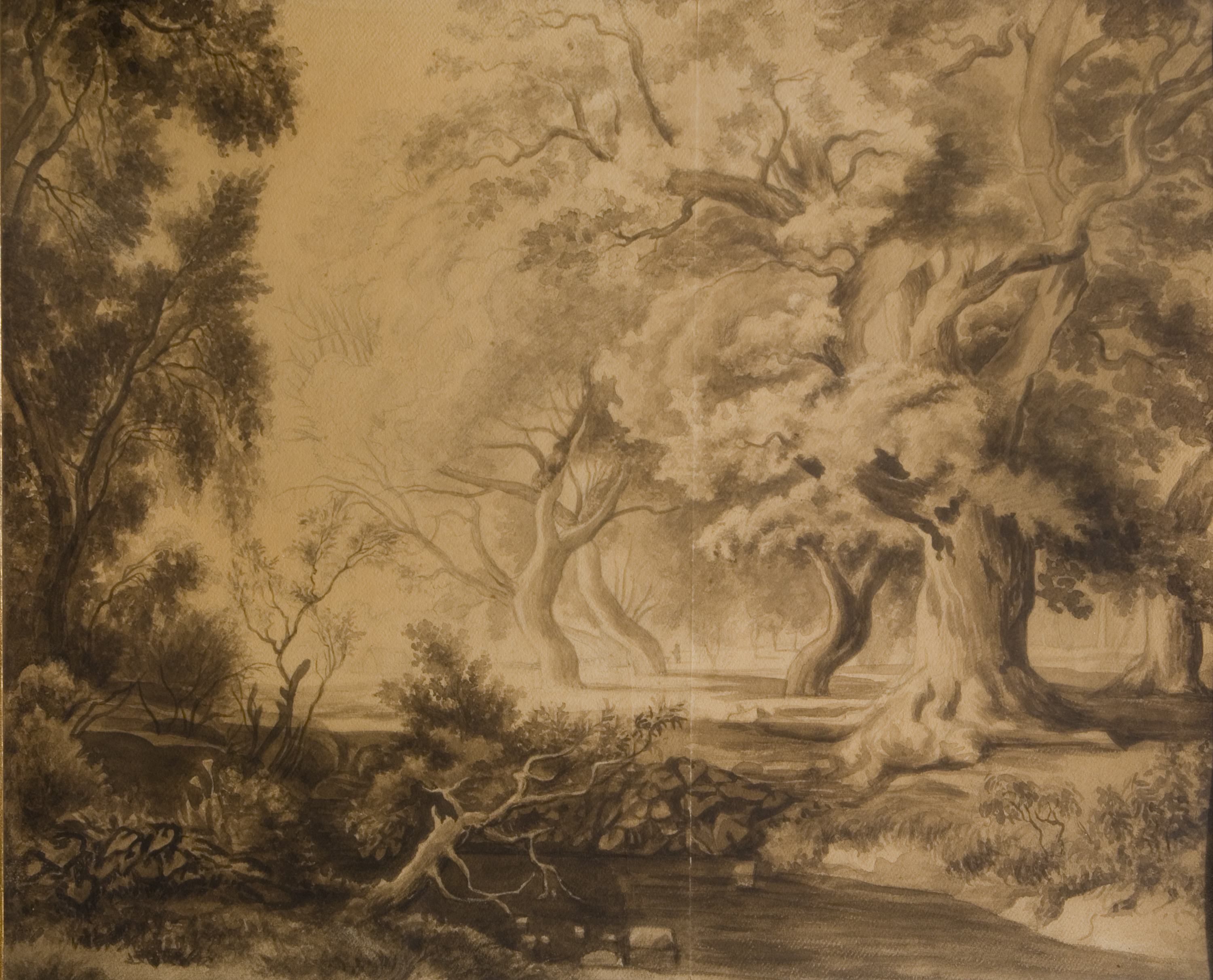
Park, Aquarell

Der Kunsthistoriker Johan Jakob Tikkanen schrieb über sie und ihr Werk: „Malte finnländische, deutsche und italienische Landschaften mit romantischer Idealisierung, eine Zeitlang unter dem mehr realistischen Einfluß Gudes.“
- Weg am Waldesrand, um 1851, Hamburger Kunsthalle
- Inneres der Kirche von Bilk, 1860
- Deutsche Landschaft, 1860, Ateneum, Helsinki
- Landschaft, 1863
- Die Burg Olavinlinna, 1864, Ateneum, Helsinki
- Mondscheinlandschaft, 1872, Ateneum, Helsinki
- Park (Puisto), Aquarell, Pori Art Museum (Porin taidemuseo), Pori